# Luc Jacquet
Luc Jacquet (* 5. prosince 1967 Bourg-en-Bresse) je francouzský režisér a scenárista.

## Filmografie
- 2001 – Une plage et trop de manchots, dokument (TV)
- 2004 – Des manchots et des hommes, dokument
- 2004 – Sous le signe du serpent, dokument (TV)
- 2005 – La Marche de l'empereur
- 2007 – Le Renard et l'enfant

## Ocenění
- 2006 obdržel Oskara za dokument La Marche de l'empereur, spolu s Yvesem Darondeau.